# Zygorhizidium parallelosede
Zygorhizidium parallelosede är en svampart som beskrevs av Canter 1954. Zygorhizidium parallelosede ingår i släktet Zygorhizidium och familjen Chytridiaceae.   Inga underarter finns listade i Catalogue of Life.